# Церковь Воскресения Христова (Ульяново)
Церковь Воскресения Христова в Ульяново (ранее Церковь Воскресения Словущего в Плохино) — шестипрестольная православная церковь рубежа XVIII и XIX вв. в селе Ульяново (бывш. Плохино) Калужской области. Посвящена празднику Воскресения Словущего. Строилась первоначально на средства Я. В. Брюса на месте бывшего деревянного храма. Позднее вокруг неё выросло «новое Плохино». При церкви функционирует Воскресная школа.

## История
Строительство храма началось ещё при жизни Я. А. Брюса, в 1770–80-е годы. За основу был взят собор апостола Петра в Риме.
Первый этаж возводился на средства графа Брюса, второй — на средства церкви и прихожан. После смерти графа строительство церкви прекратилось.
Церковь была открыта для служб с 1743 года, но достроена в только в 1803 после посещения ходоками села новой владелицы земель Екатерины Яковлевны Брюс (1776—1821) в Италии, которая выделила денежные средства на завершение строительства.
Полностью строение было завершено в 1805 году. В приход церкви помимо Плохино (Ульяново) вошли деревни Долгая, Речица, Фурсово, Красногорье, Дудорово, Обухово и Старица.
В 1931 церковь закрыли и далее использовали под зернохранилище. Служившие в храме протоиерей Алексий Добромыслов, священник Антоний Жуков, священник Павел Кубаевский и диакон Михаил Птушкин были арестованы в 1932 году.
В 1934 с церкви сняты колокола, а в 1939 — шпиль колокольни и маковка над большим куполом.
Перед войной в здании церковно приходской школы располагалась НКВД, а подвал под трапезной храма использовался как камера для заключённых. В 1942 году во время немецкой оккупации церковь была открыта на непродолжительное время. Старостой был назначен — Матюхин, священником — отец Борис Виноградов, псаломщиком — Родион Емельянов. Позднее староста был расстрелян партизанами за поздравление по случаю открытия церкви.
В годы ВОВ жители села укрывались в подвале церкви во время артиллерийских обстрелов.
После освобождения села в июле 1943 священником назначен отец Макарий (1943—1945), далее — вернувшийся из ссылки протоиерей Тихон Рождественский (1945—1958). По просьбе отца Тихона ему назначили диаконом и псаломщиком — Петра Филина. После смерти отца Тихона в 1960 году Пётр Филин был рукоположён во иерея. После него настоятелем церкви был назначен иеромонах — Вениамин Ермак. По болезни иеромонаха Вениамина Епископом Калужским и Боровским на Сретение Господне в сан диакона был рукоположен — Богодеев Николай. А 27 февраля (12 марта) 1967 на день памяти преп. Прокопия Декаполита исповедника Николай Богодеев был рукоположен в сан иерея, вторым священником. Восстанавливалась церковь силами прихода. Престолы были освящены протоиреем Тихоном.
После войны подвал использовался под овощехранилище для столовой Райпо вплоть до 1980.
18 апреля 1995 на куполе звонницы церкви был установлен крест взамен сломавшегося в 1993 году.
С декабря 2002 года настоятелем храма назначен священник Максим Садовников.

## Описание
Стиль церкви переходной от барокко к классицизму с трапезной, массивной полукруглой апсидой и трёхъярусной колокольней с высоким шпилем завершён ярусным четвериком со скошенными углами, деревянным куполом (диаметром — 21 метр и высотой в 26 метров) и главкой. Длина сооружения чуть более 60 метров. Площадь первого этажа позволяла вмещать до семи тысяч прихожан. Каждая из четырёх стен летнего зала оформлена гигантской аркой, пересечённой антаблементом на двух ионических колоннах. Нижней арке вторит арочный проём в основании купола; выше в куполе расположены круглые окна люкарн. Алтарь украшен полукруглой колоннадой. Фасады храма отчасти напоминают работы архитектора Н. А. Львова.
Главный престол в нижней холодной части, первоначально освящённый во имя Воскресения Словущего, в настоящее время посвящён Воскресению Христову. Придельные престолы внизу в честь великомученика Димитрия Солунского и Всех Святых, вверху тёплой части — апостола Иакова Зеведеева, великомученицы Екатерины, святителей Афанасия и Кирилла, архиепископов Александрийских.
При церкви существовала церковно-приходская школа. Здание сохранилось до настоящего времени и передано церкви. При церкви имелась библиотека, подаренная Я. В. Брюсом.
На колокольне церкви размещалось семь колоколов. Самый большой колокол был установлен последним в 1860-х годах. На нём была надпись: «Вылит сей колокол на заводе Самгина в Москве усердием прихожан и Оскара Фёдоровича Отта. Вес 210 пудов 14 футов. В своём сплаве содержит 36 пудов 12 фунтов и 9 золотников чистого серебра».
Жители деревни Долгое, входившей в приход, приобрели для церкви второй по величине колокол (91 пуд) и позолоченный крест, который поставили за престолом главного алтаря. Во время крестного хода вокруг церкви данный крест разрешалось нести только мужчинам из деревни Долгое.
Церковь окружала кирпичная ограда с металлическими воротами. За ней размещался фруктовый сад. Часть деревьев сохранилась до сих пор. А в юго-восточной части ограды располагалось кладбище, где хоронили священнослужителей и местных помещиков. В настоящее время сохранился один надгробный памятник.

## Галерея

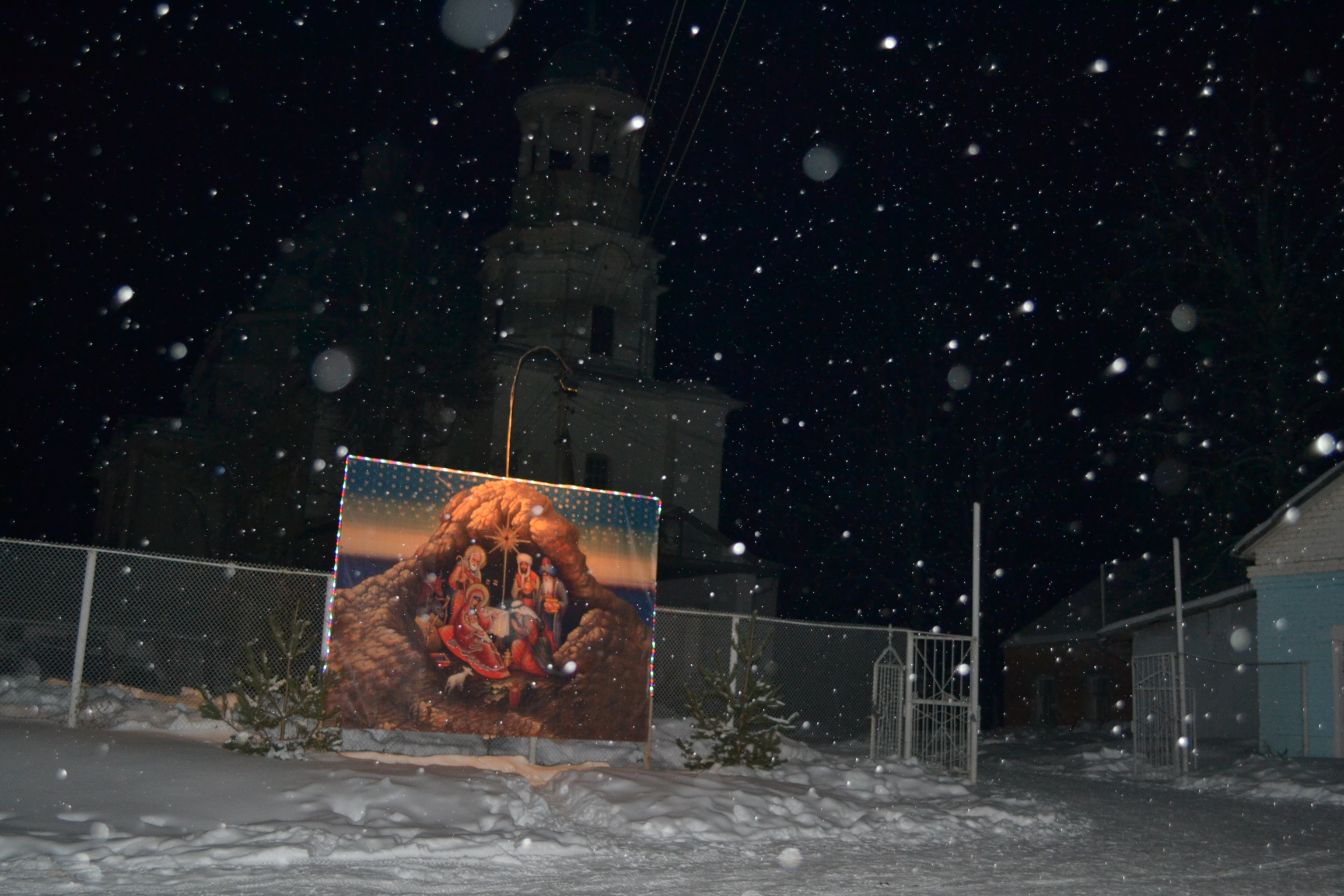
Рождество-2013
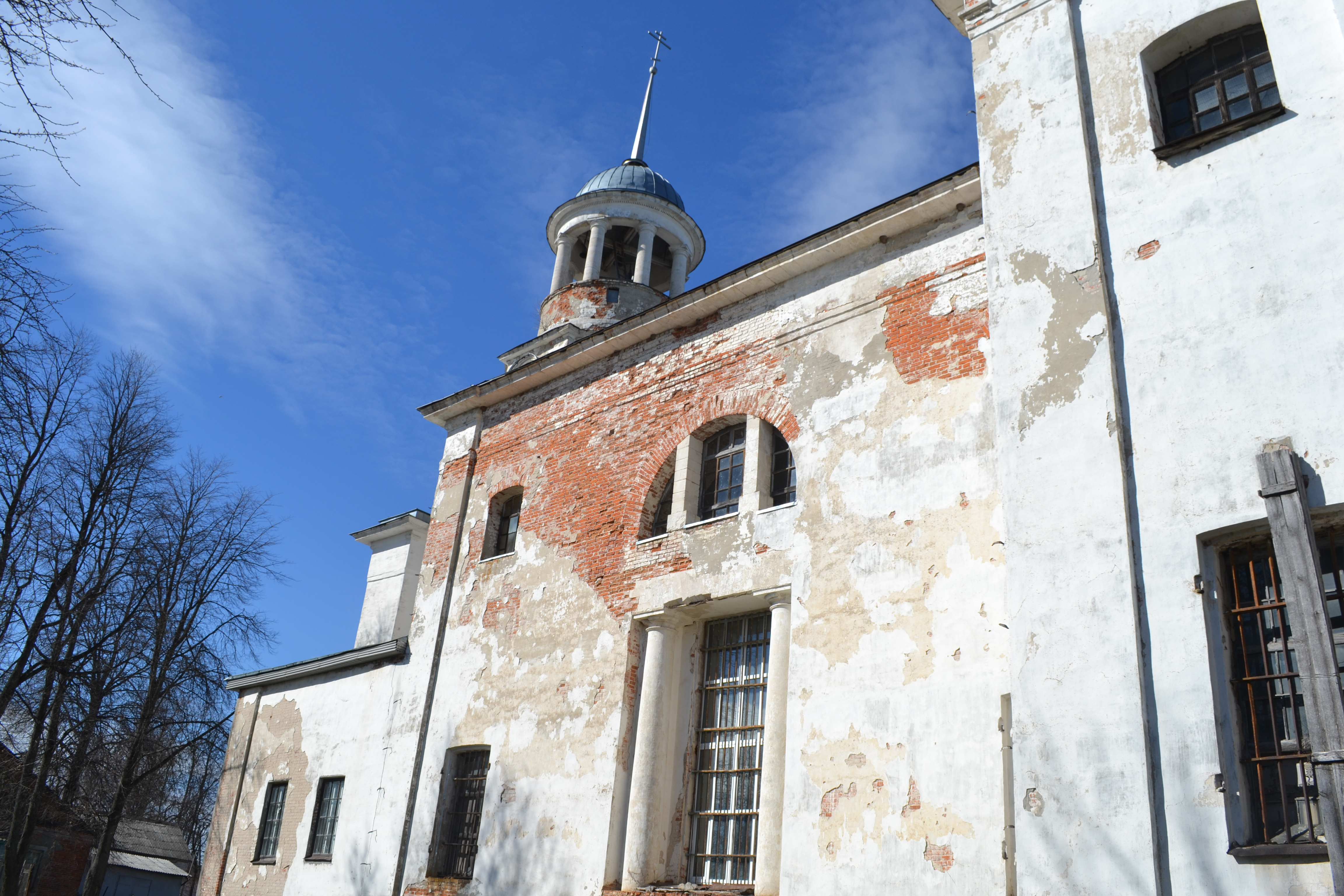
Юго-западная сторона церкви
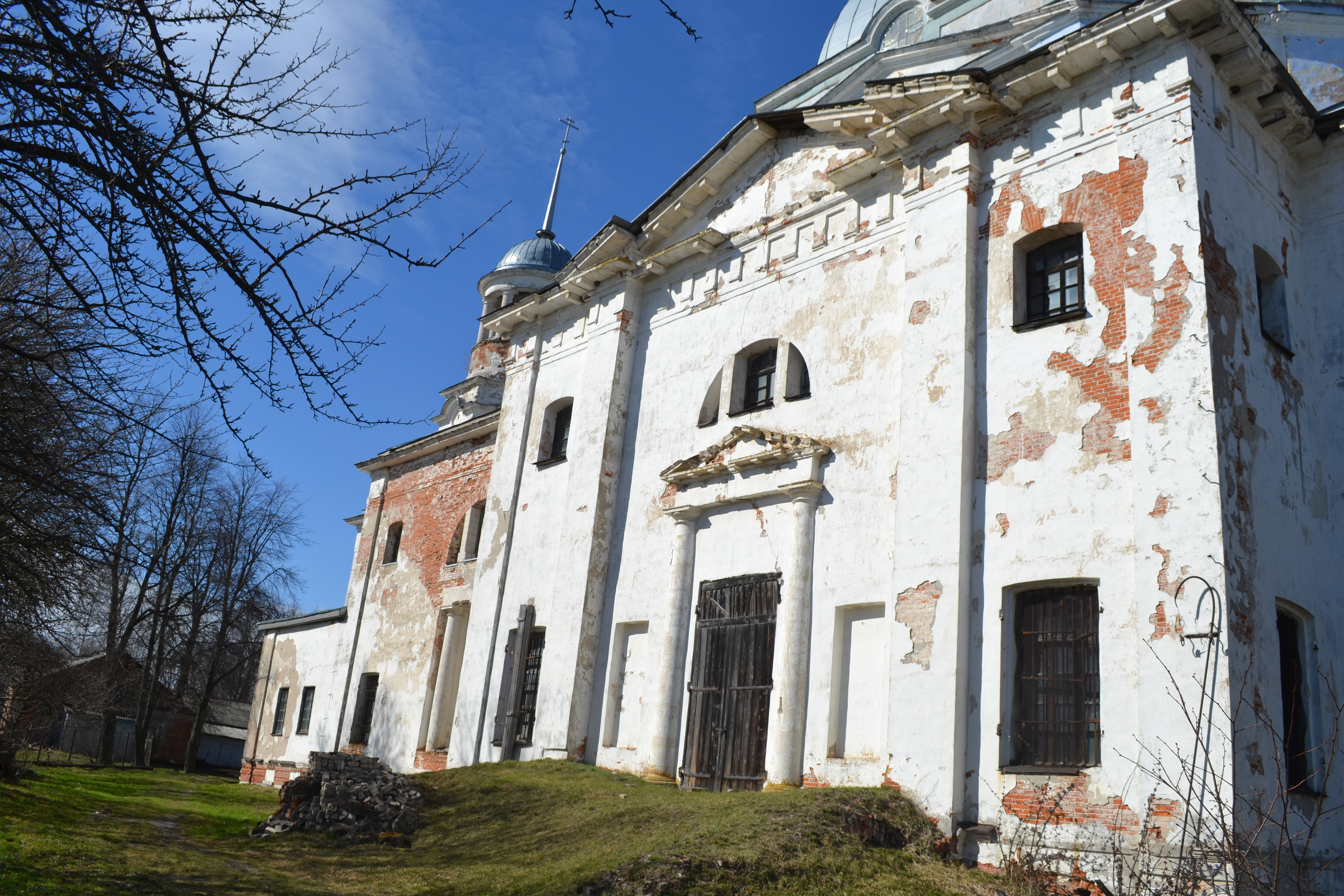
Южная сторона Белой церкви
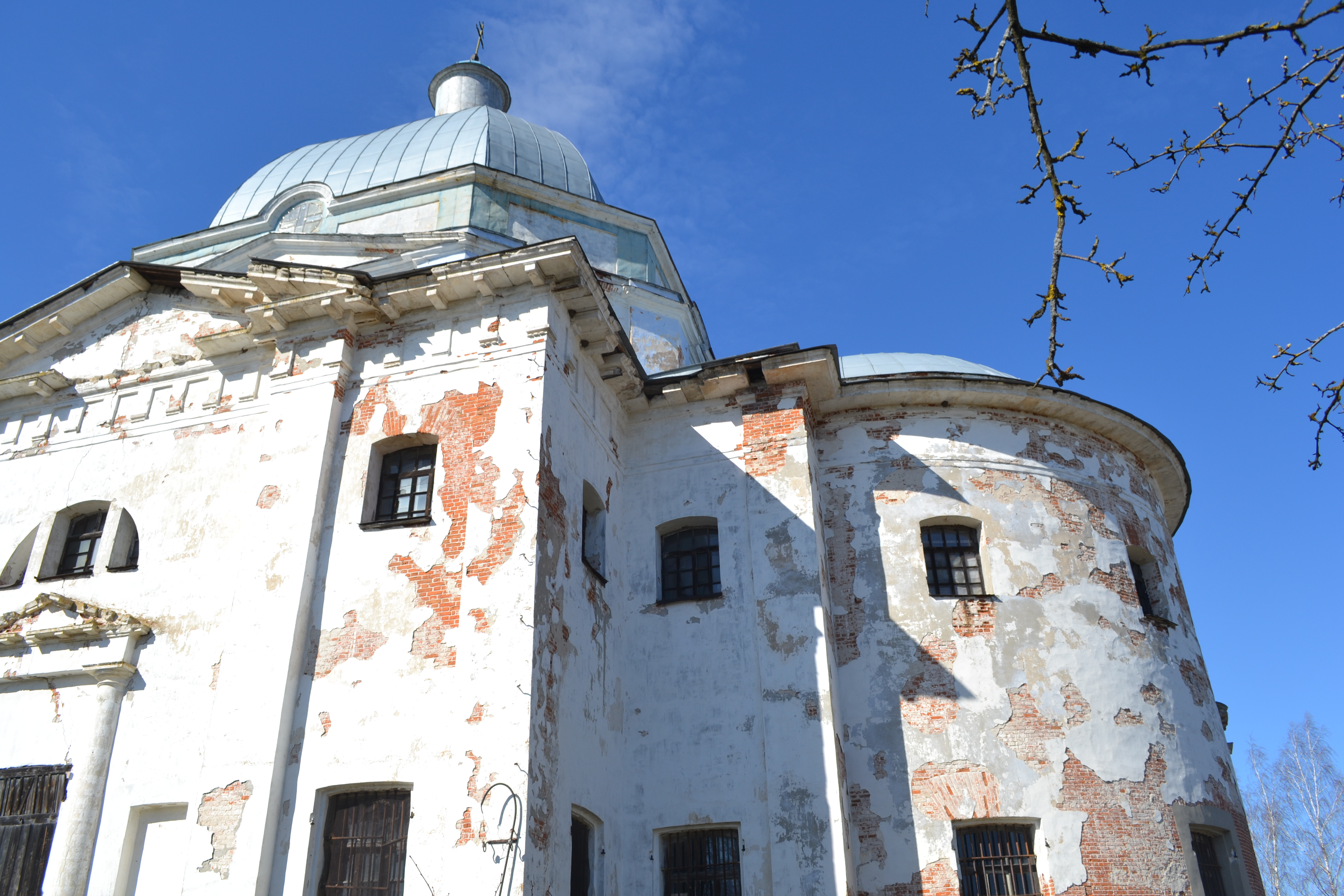
Юго-восточная сторона церкви
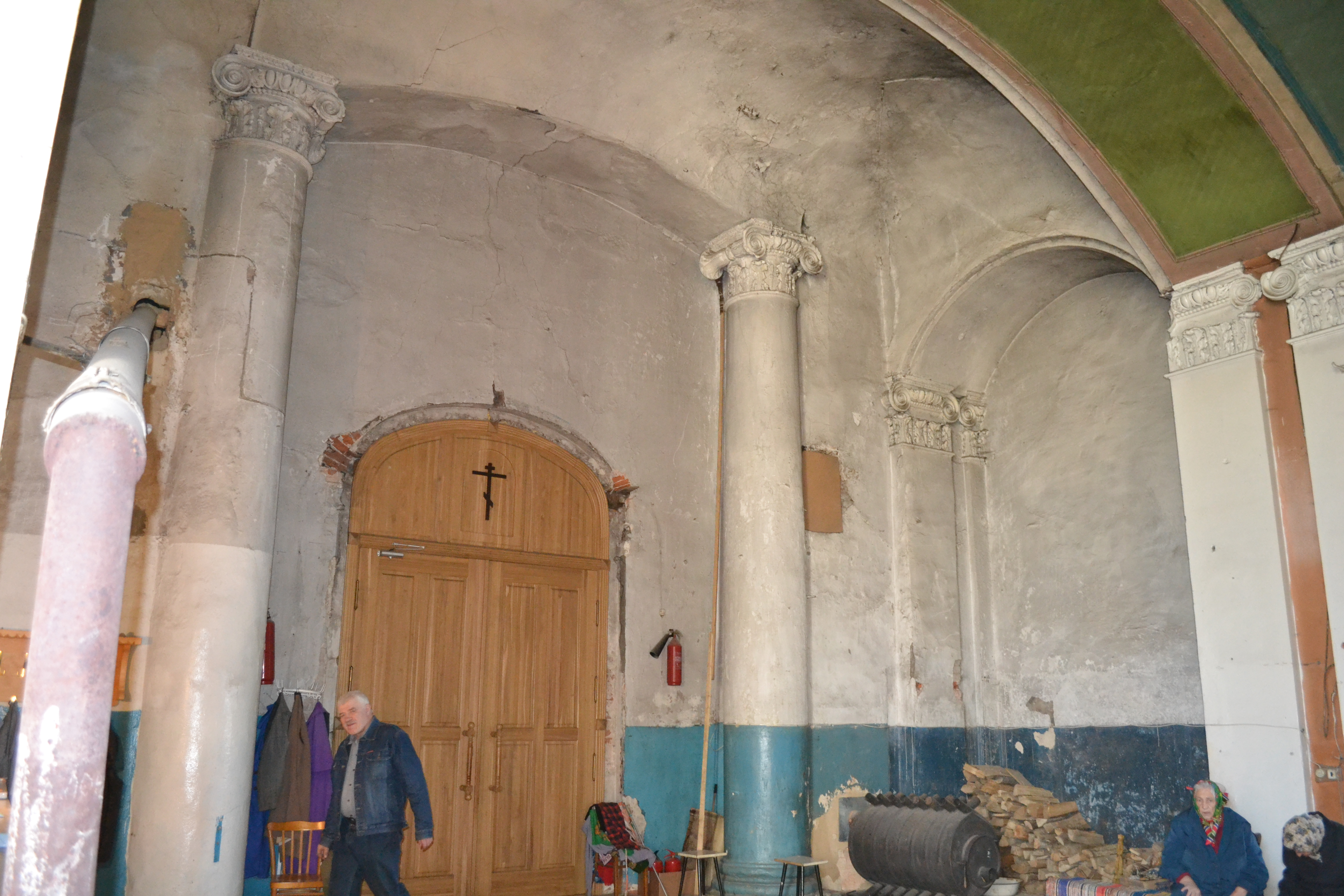
Красные врата. Западный выход
Тройная фреска
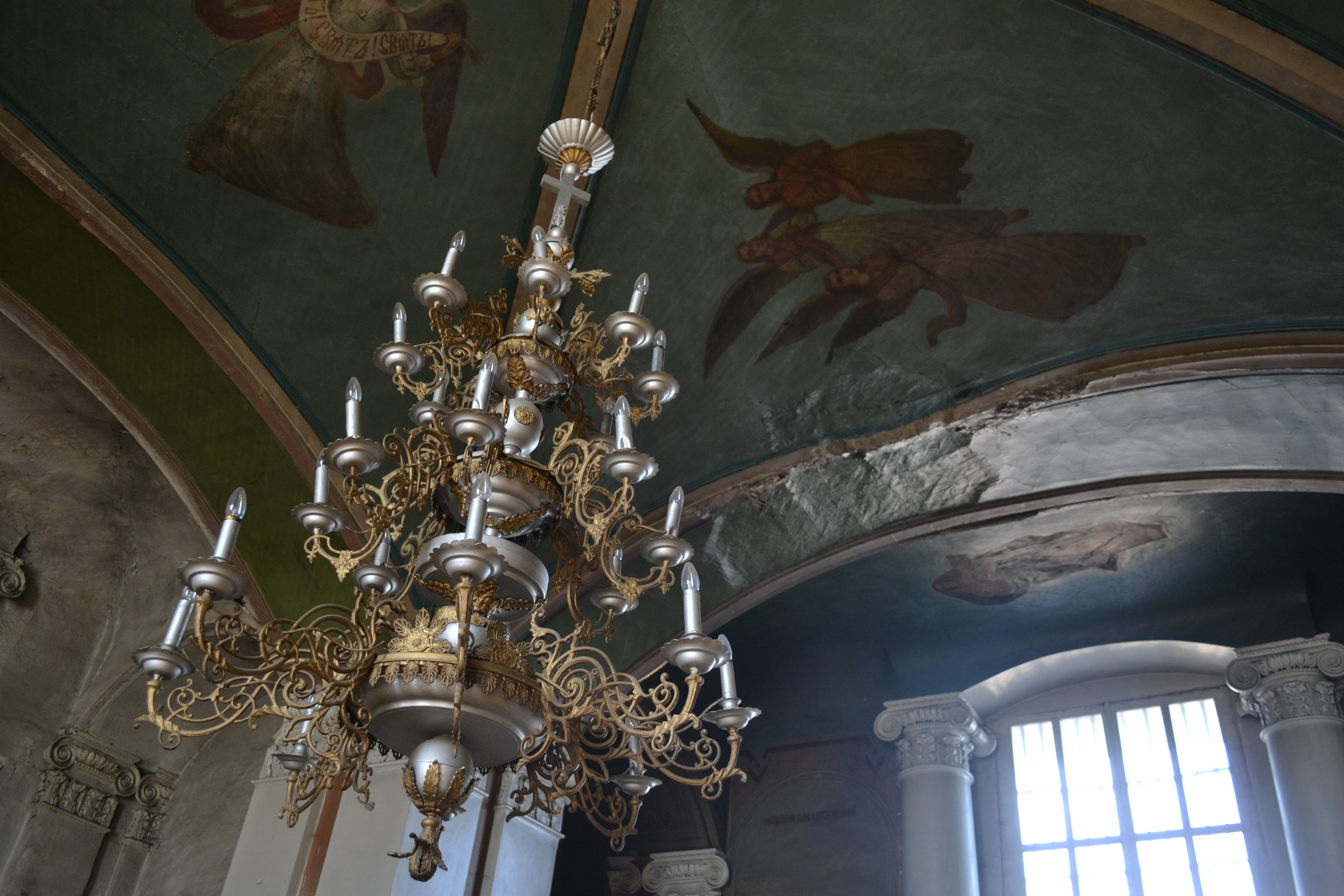
Паникадило теплой части церкви
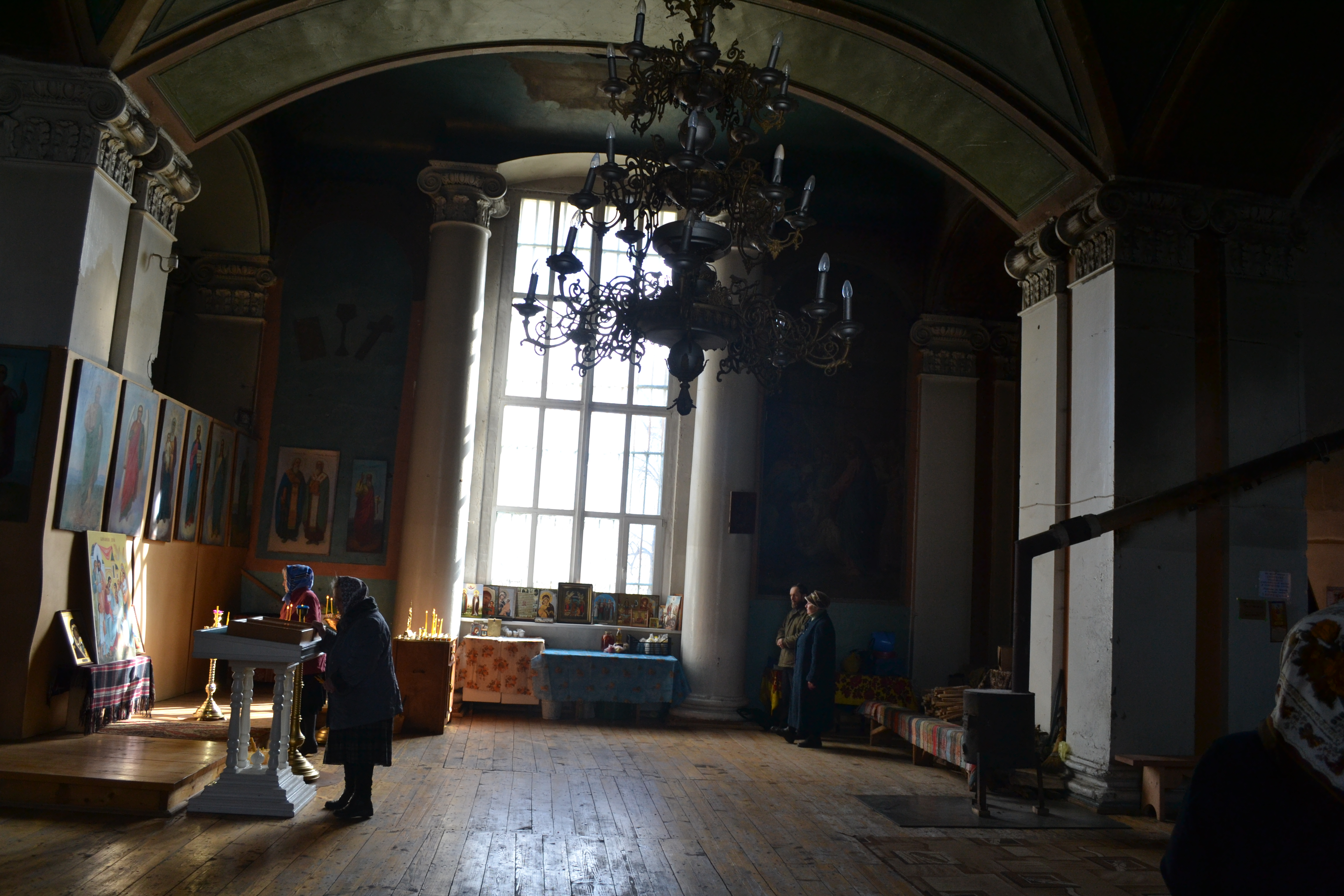
Южная сторона теплой части церкви
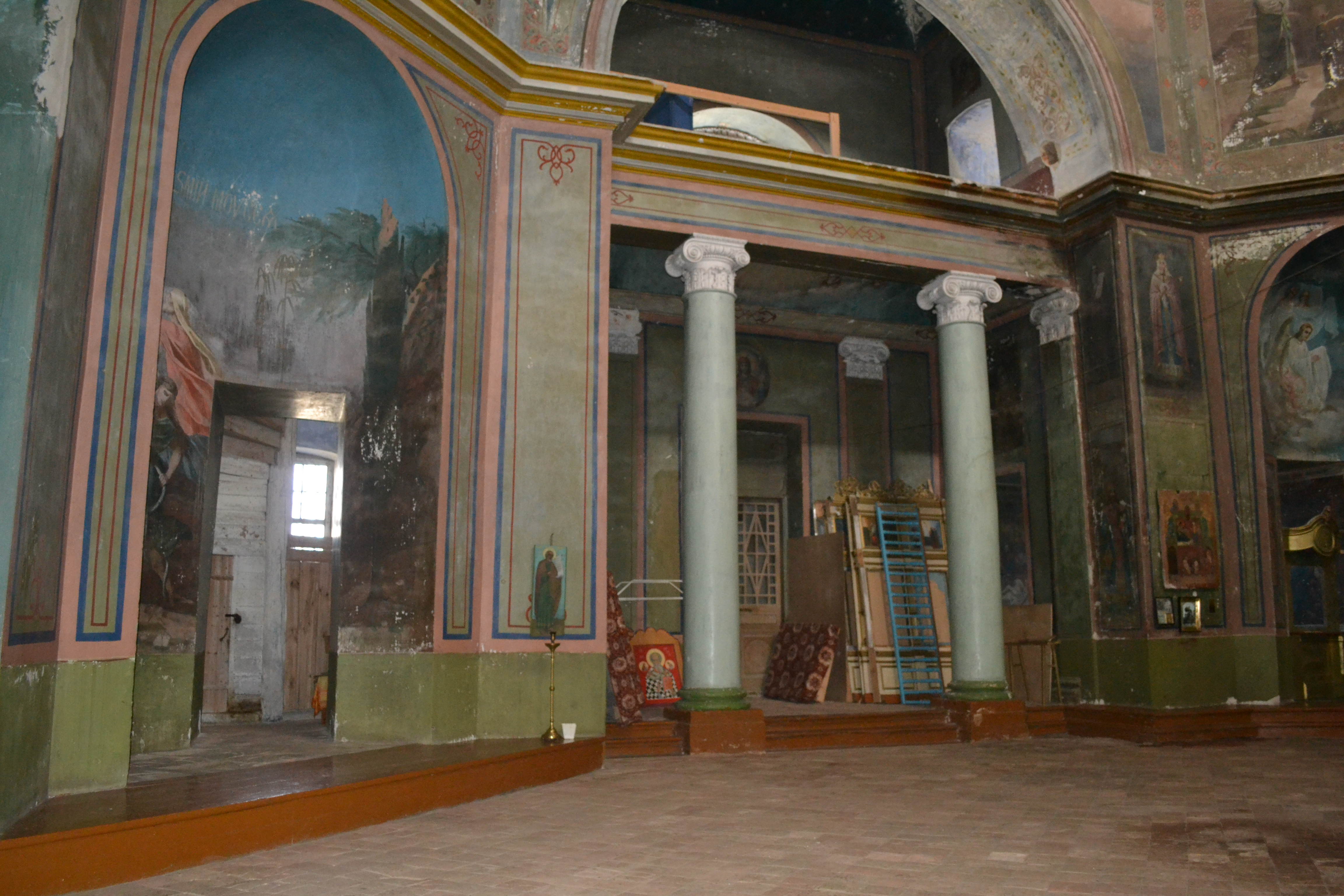
Северная сторона холодной части церкви
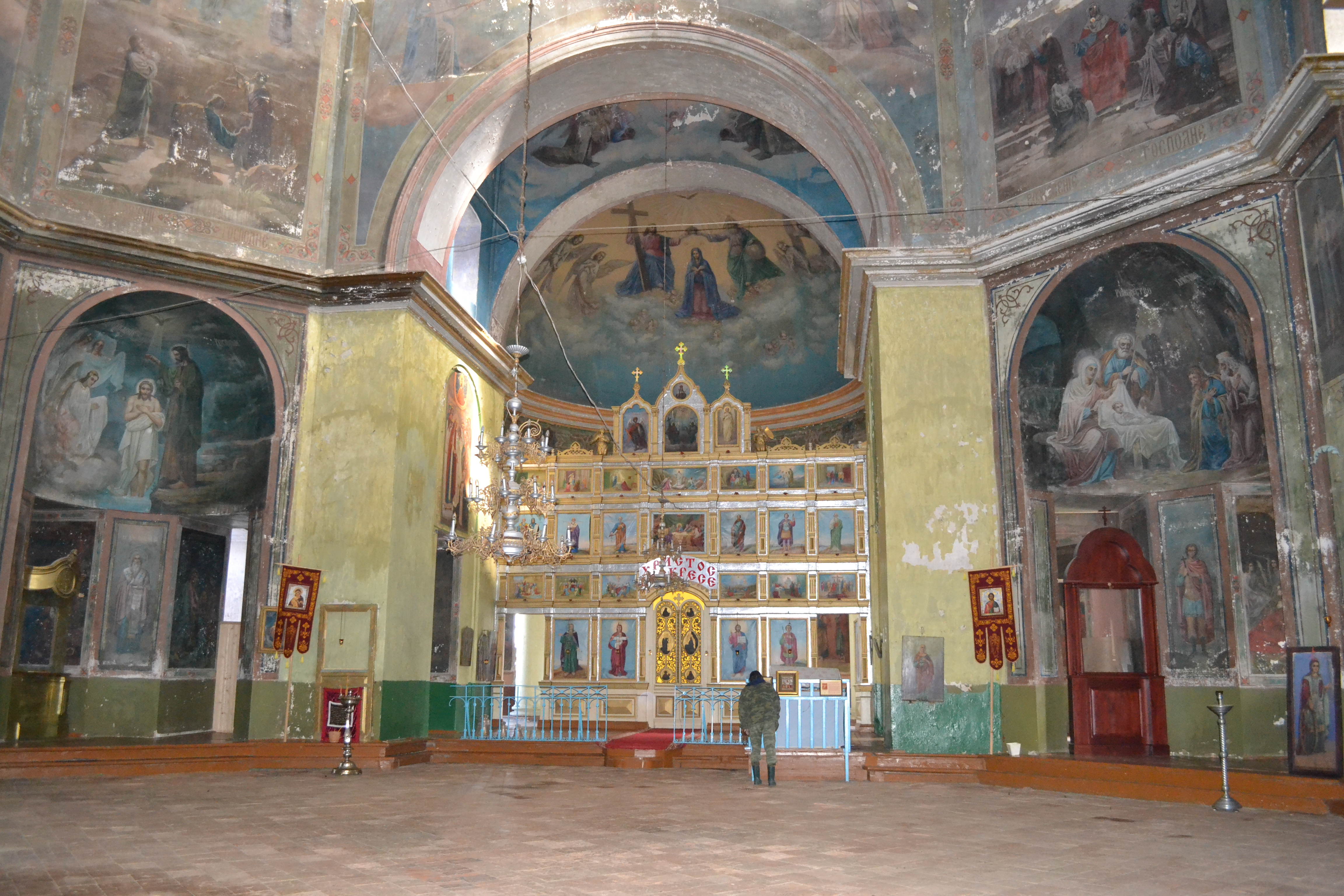
Холодная часть церкви
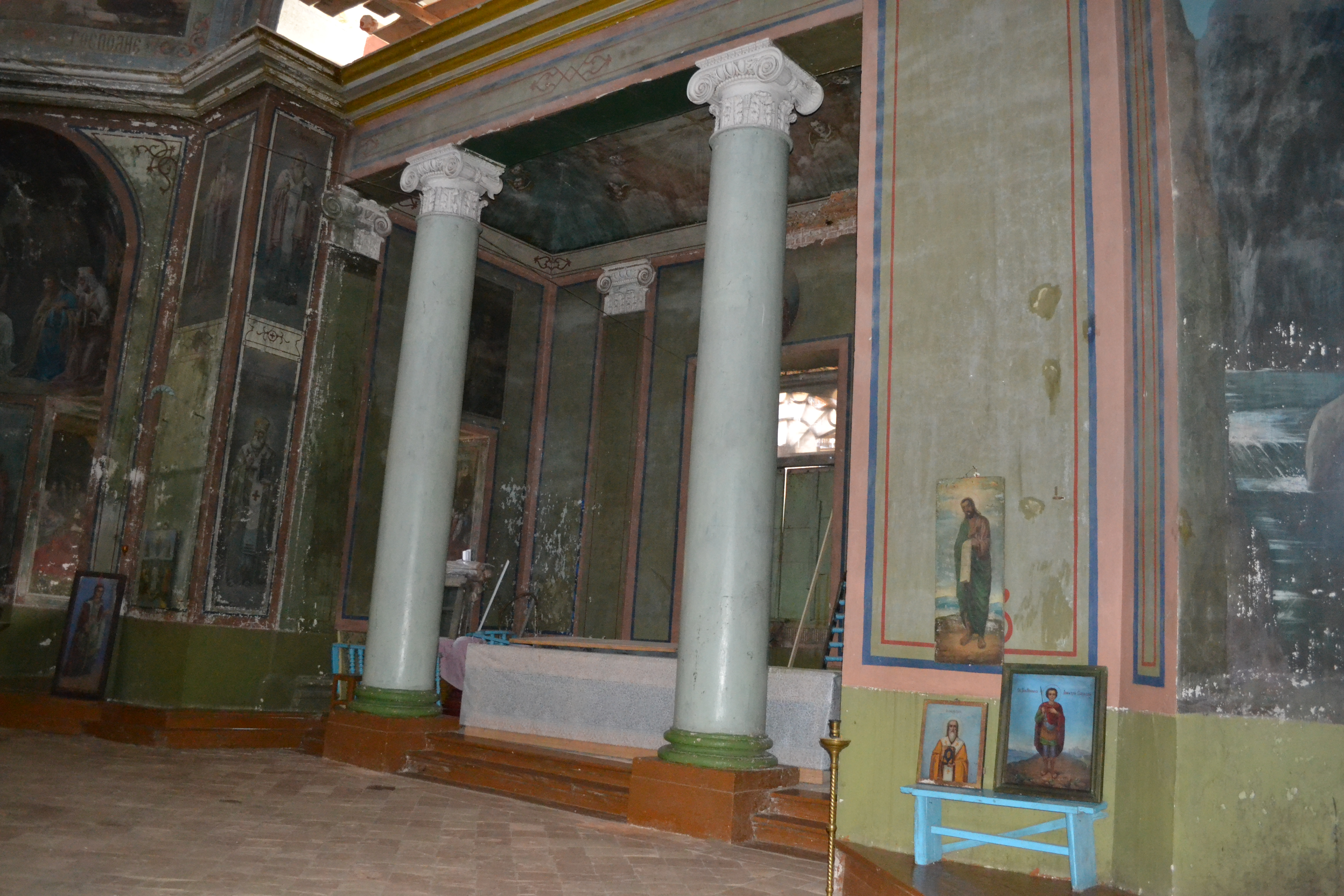
Южная сторона холодной части церкви
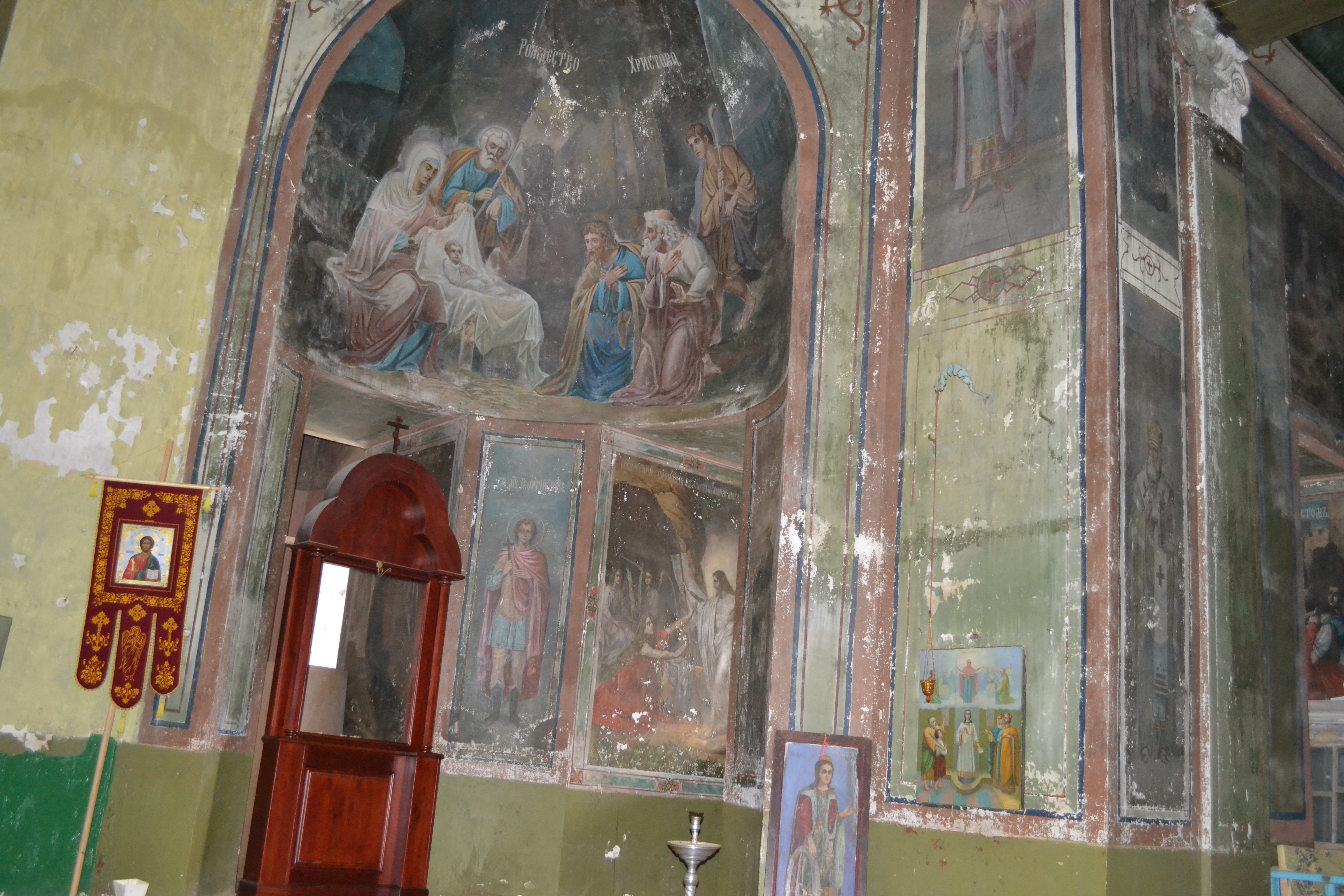
Фрагмент фресок холодной части церкви
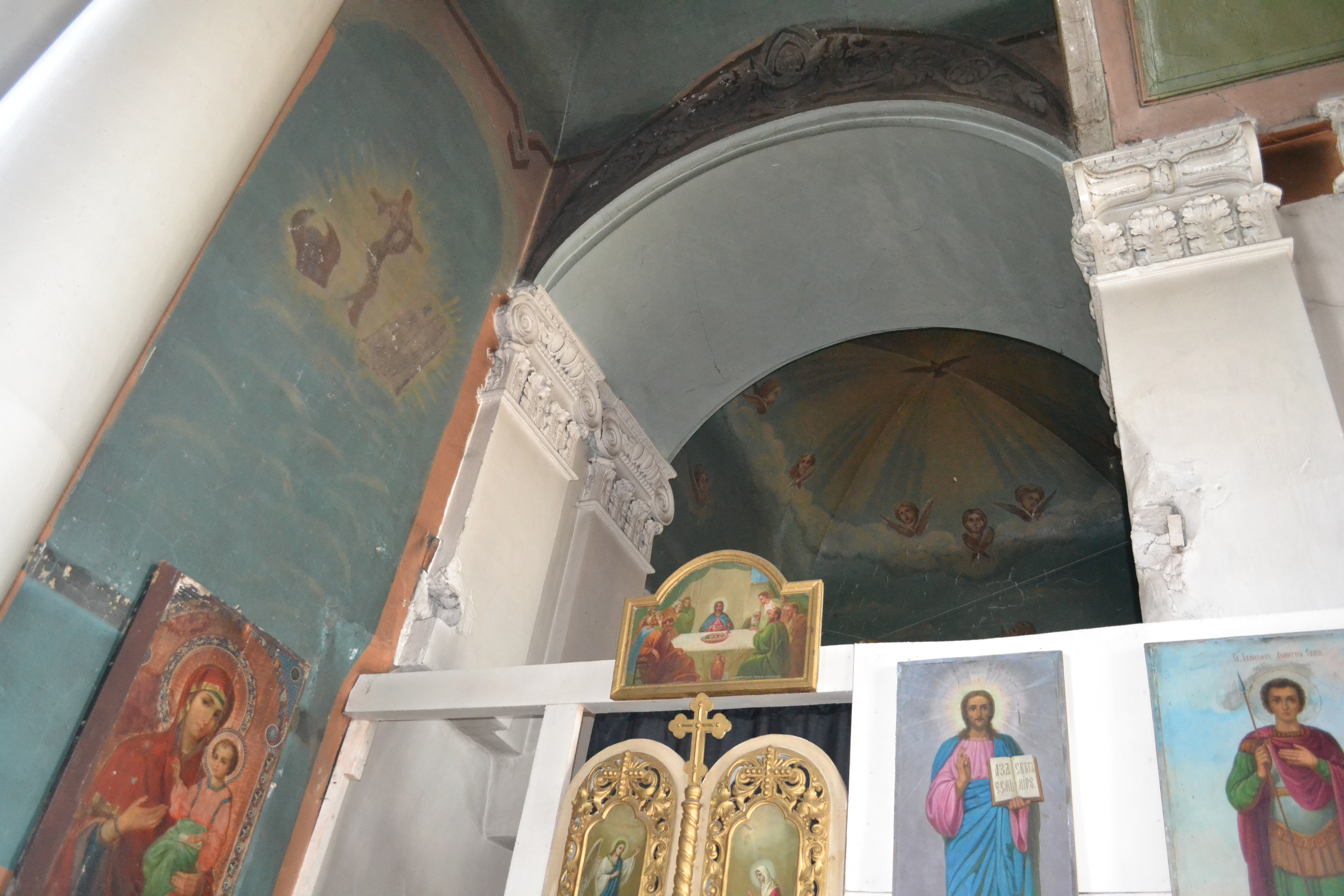
Фреска. Потолок над Царскими вратами
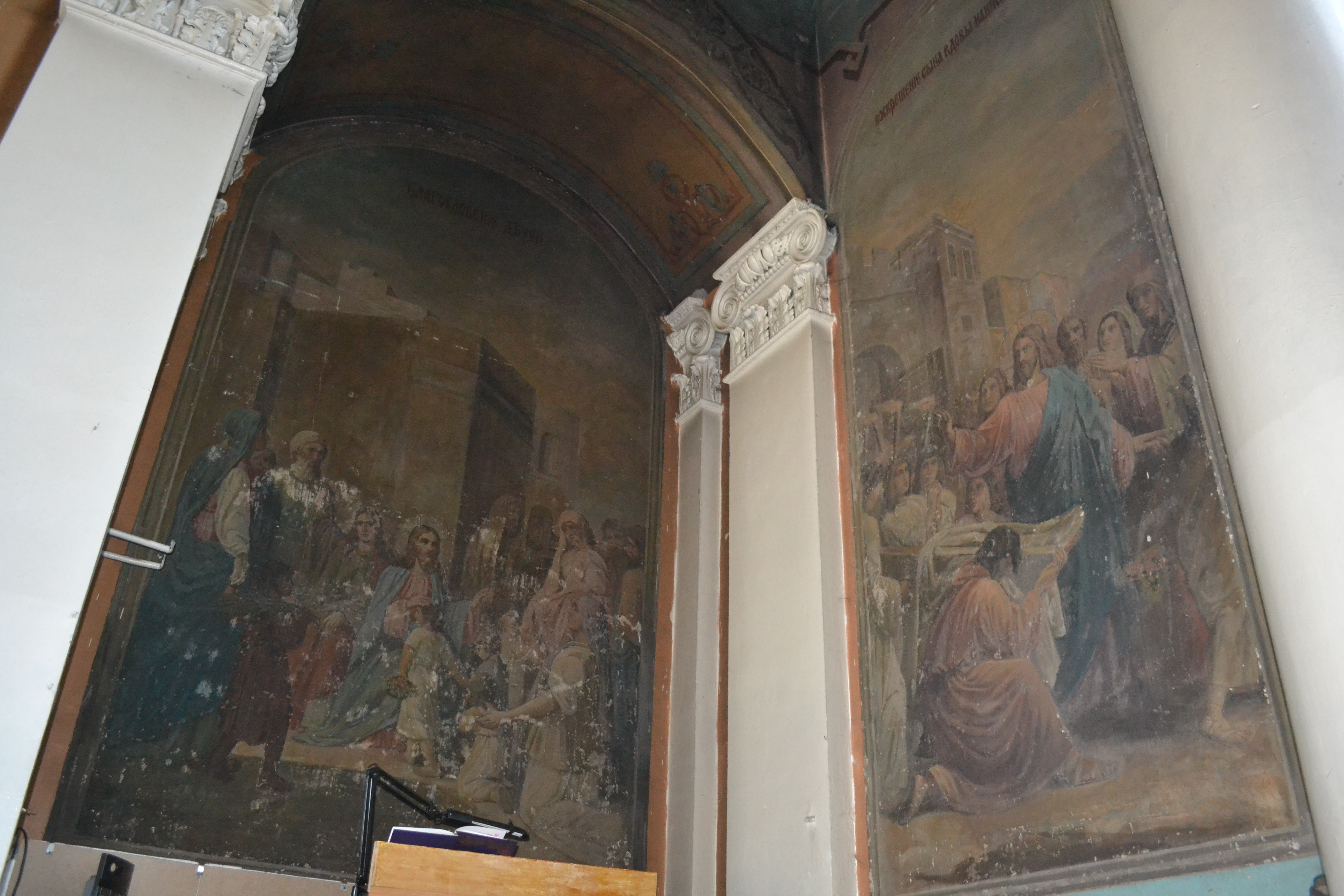
Благословение детей
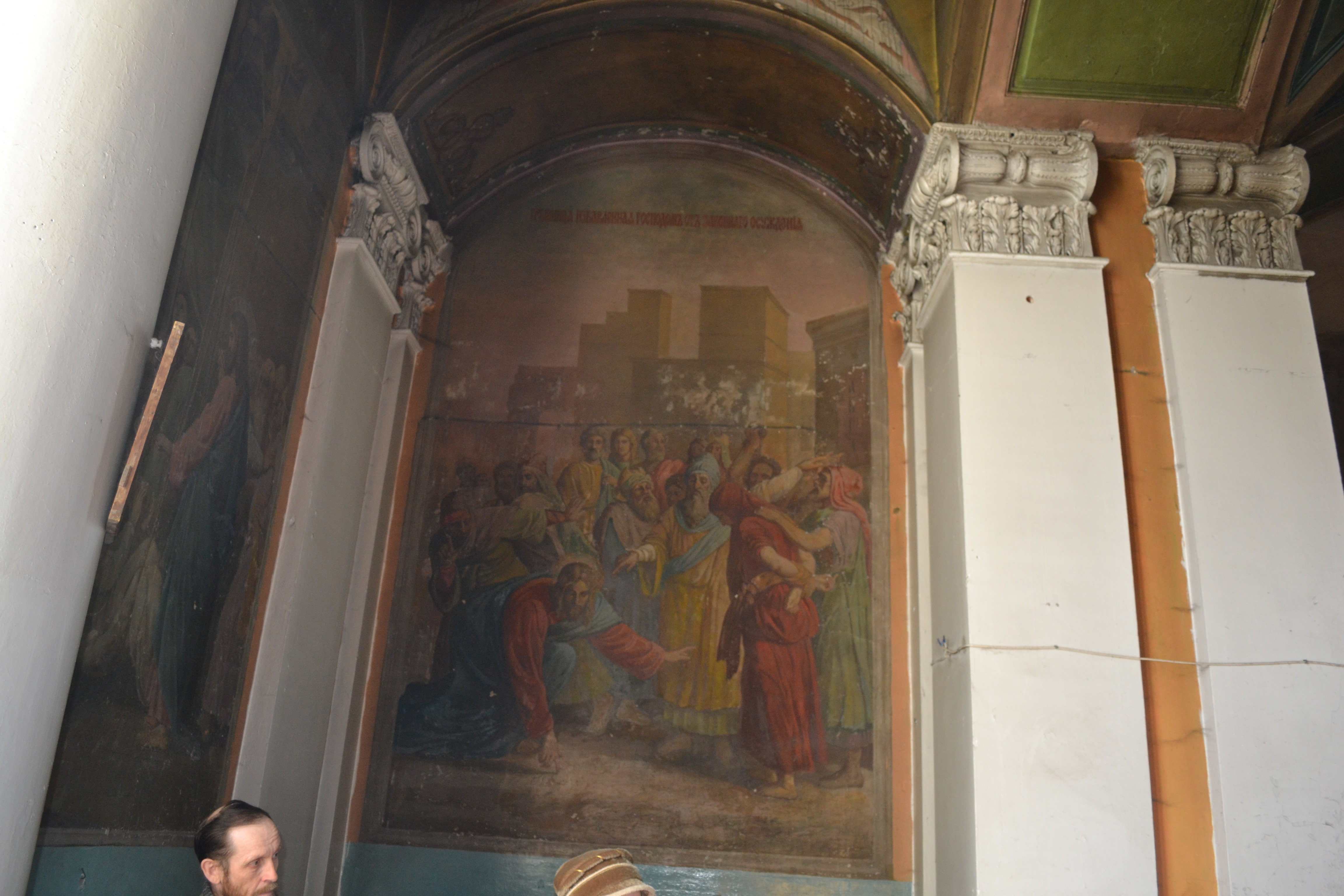
Фреска. Избавление господом
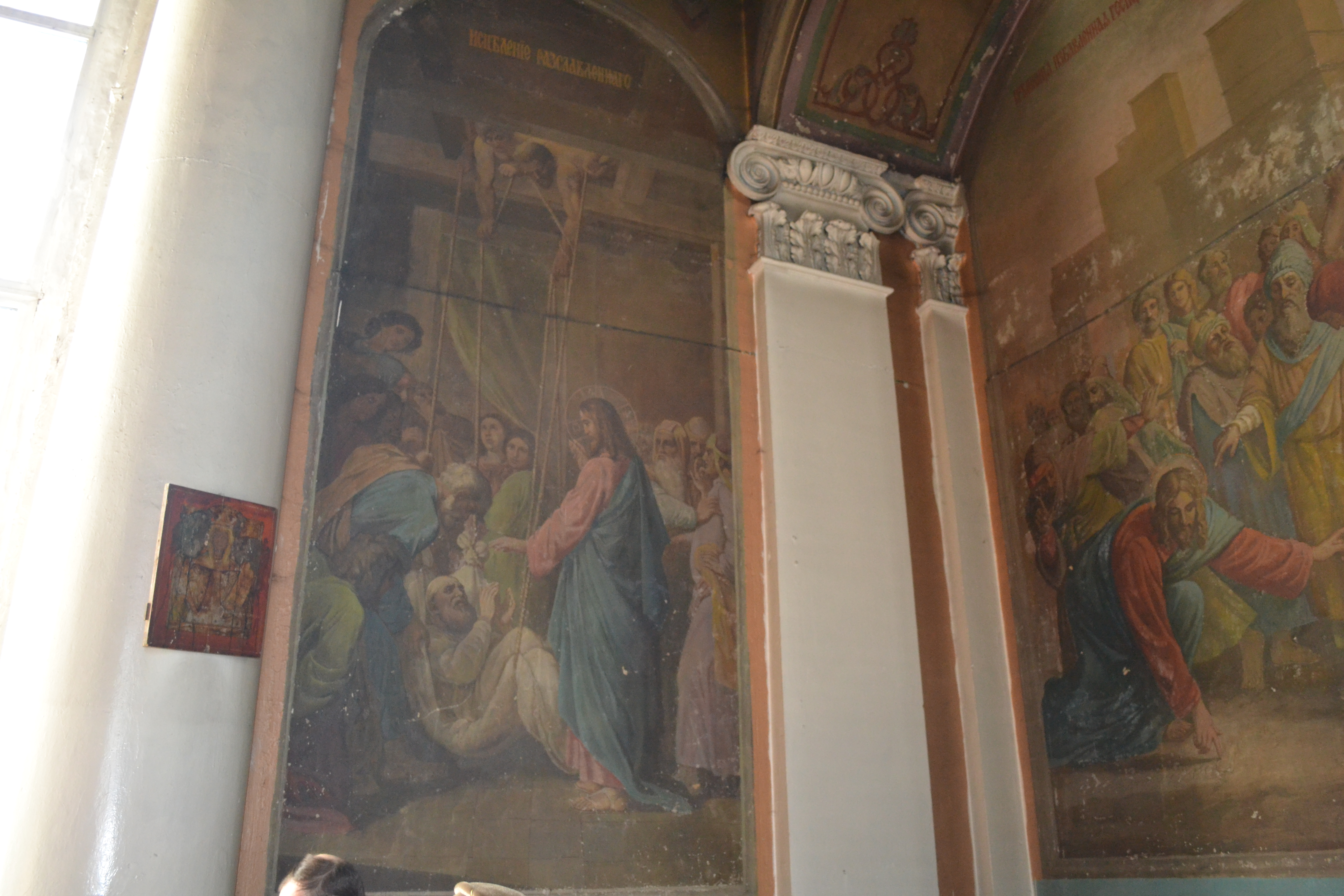
Фреска. Исцеление
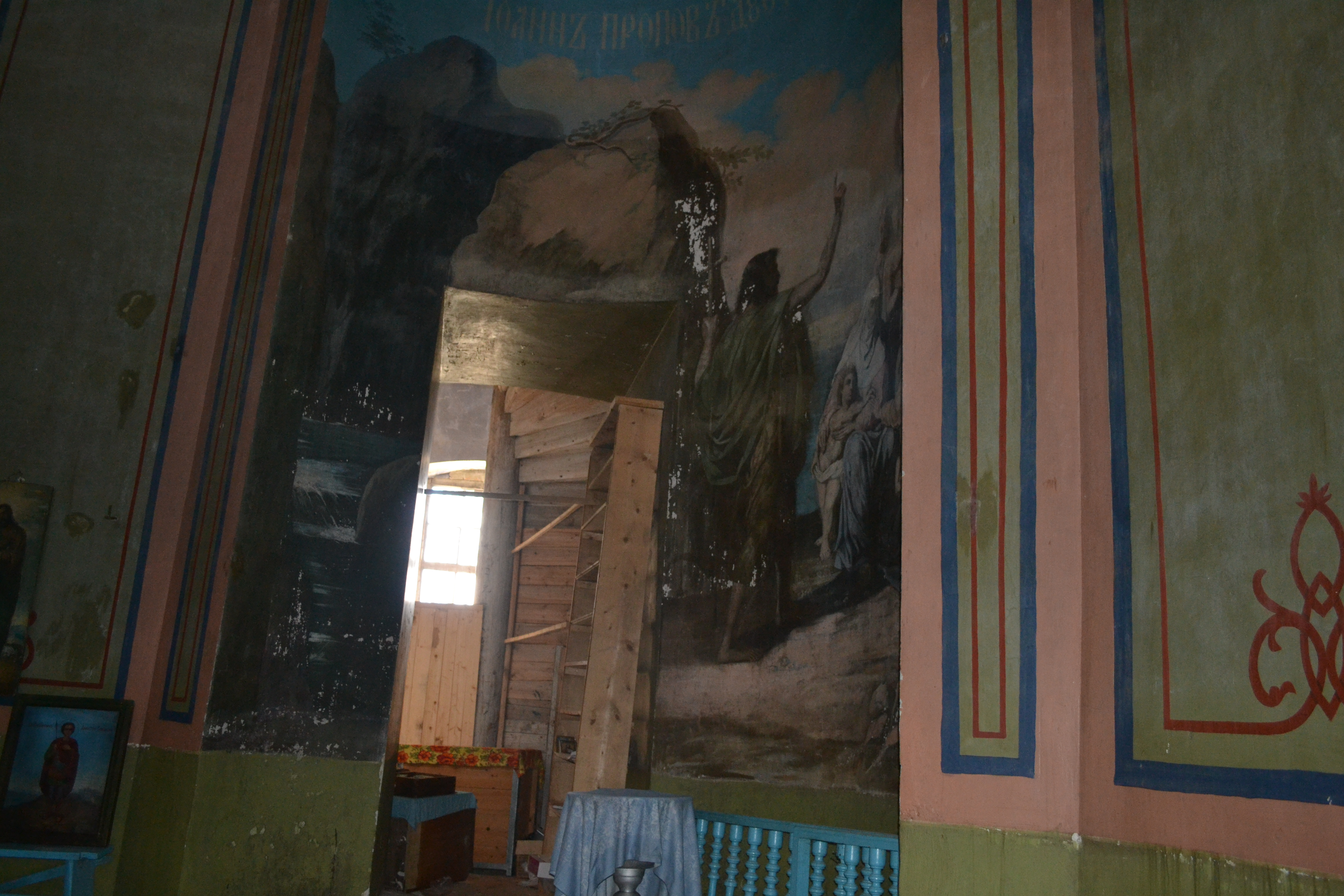
Купольная фреска
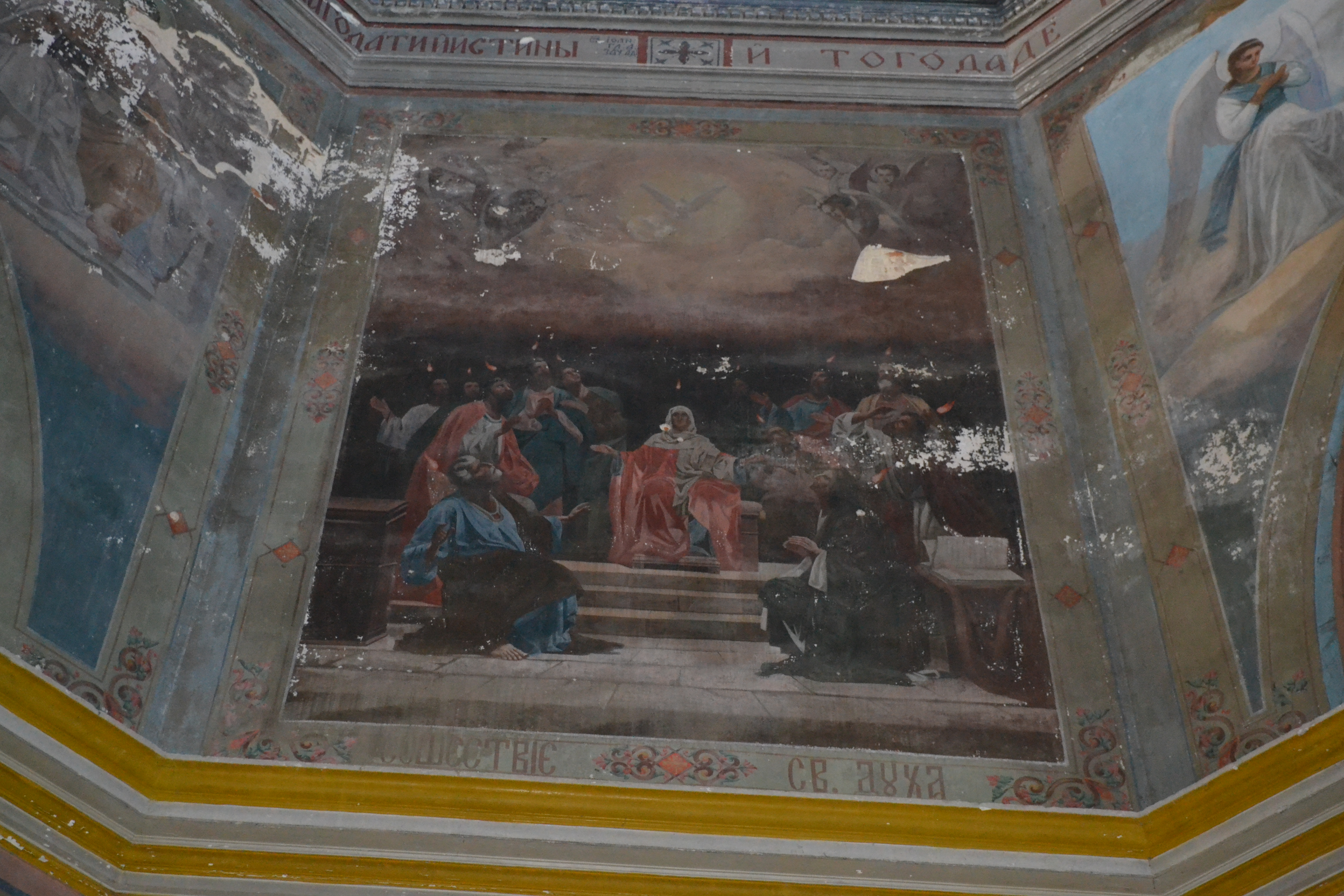
Сошествие Святого Духа
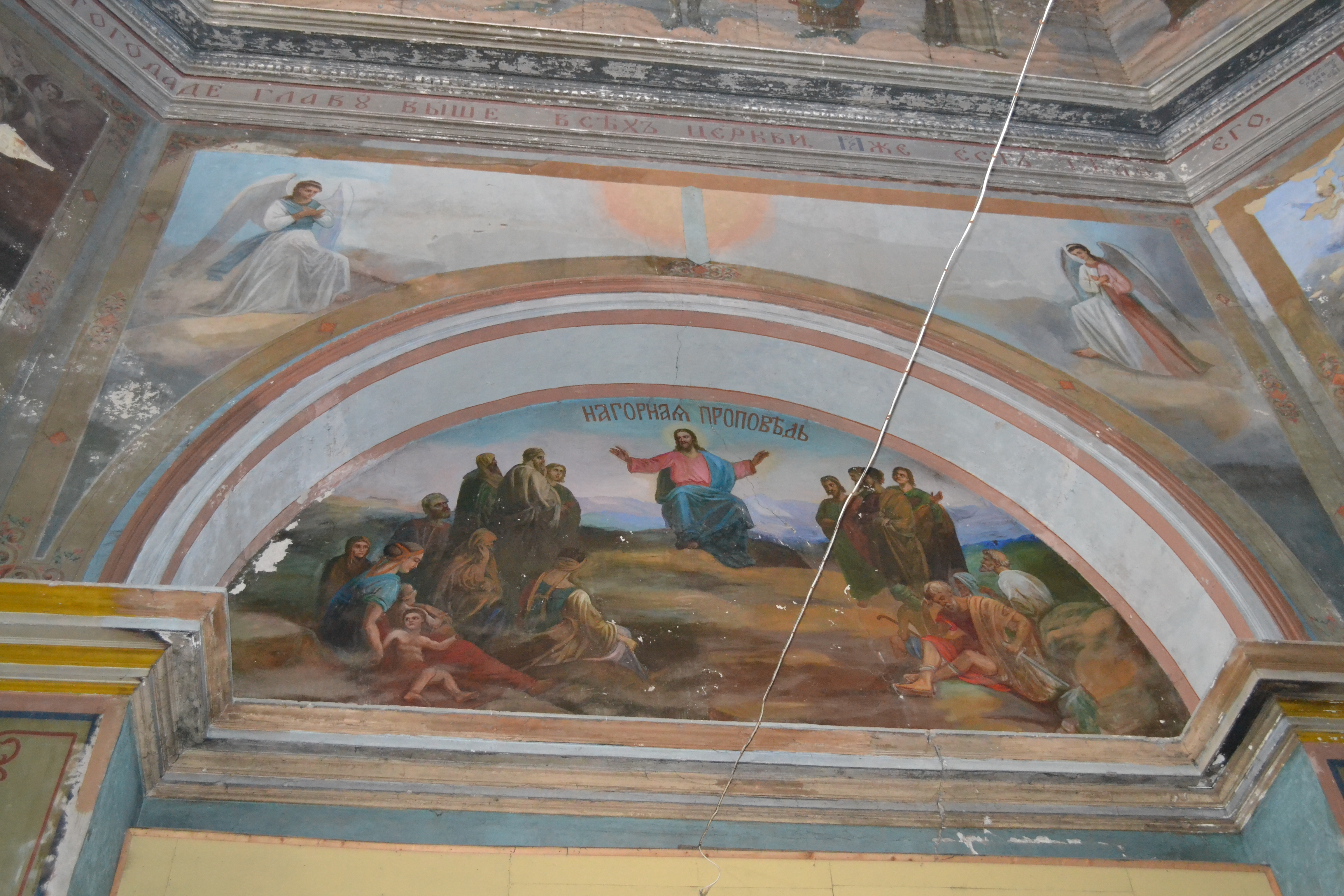
Фреска. Нагорная проповедь
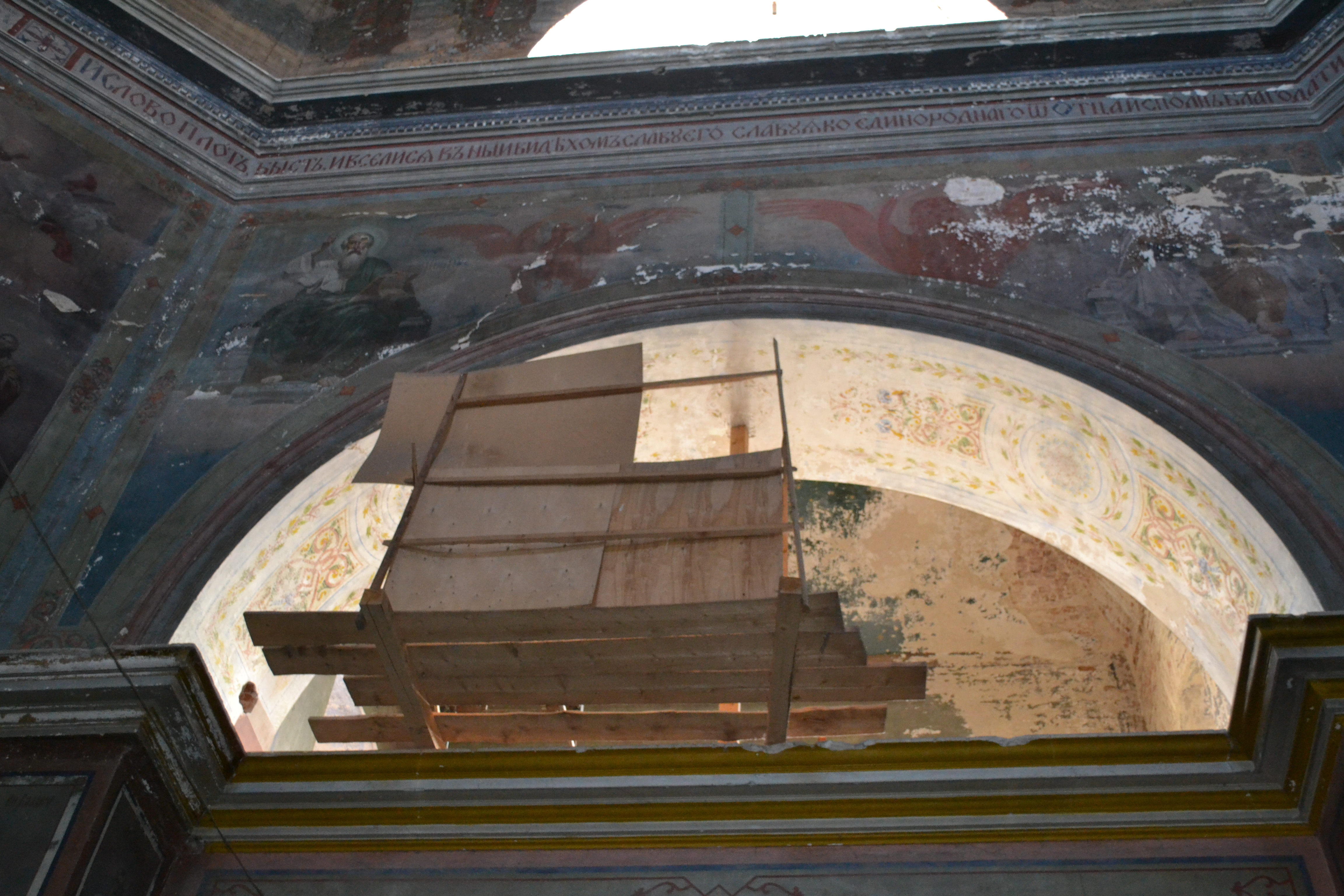
Фреска на уровне второго этажа
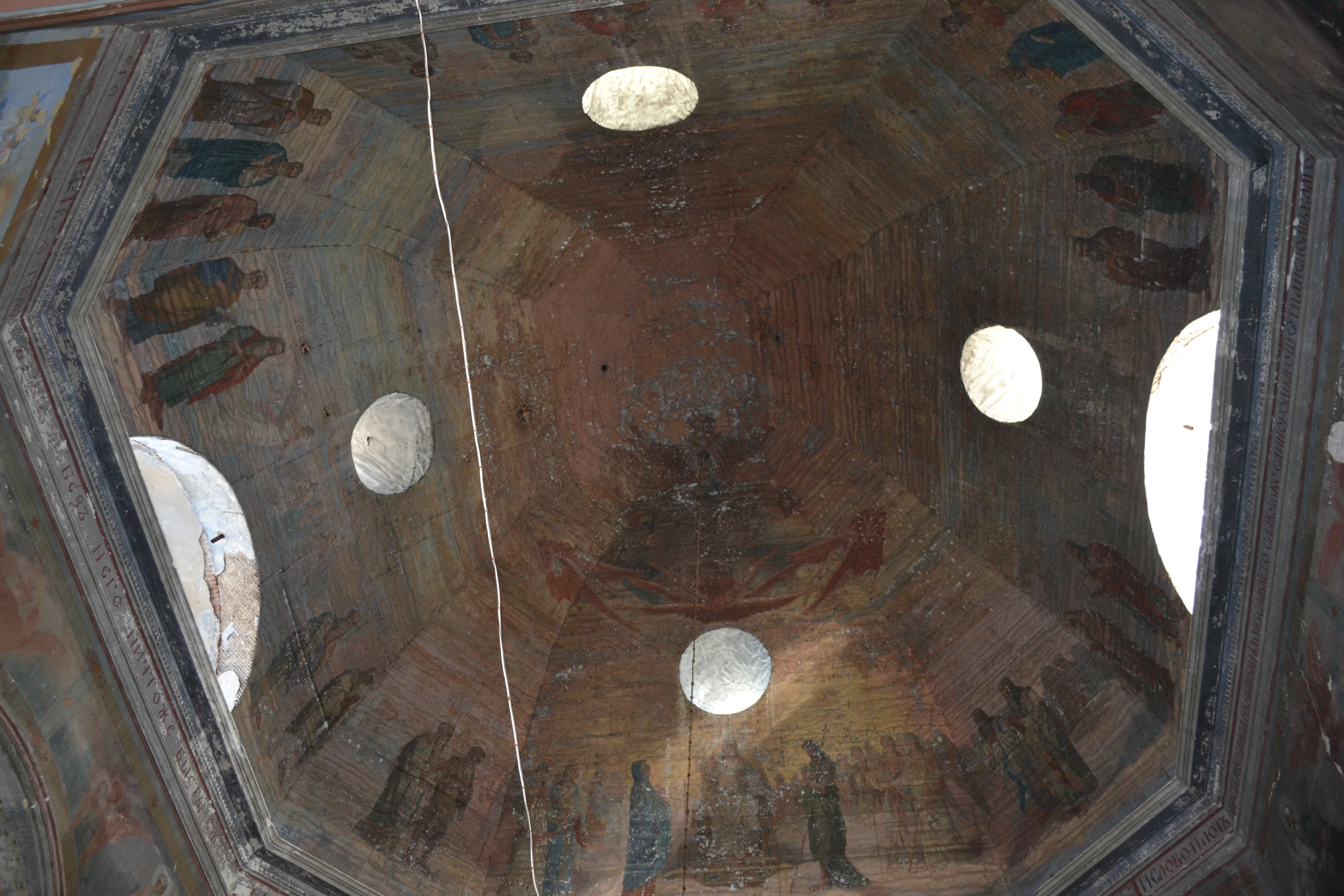
Полный вид потолочной фрески холодной части
Фреска над дверным проемом
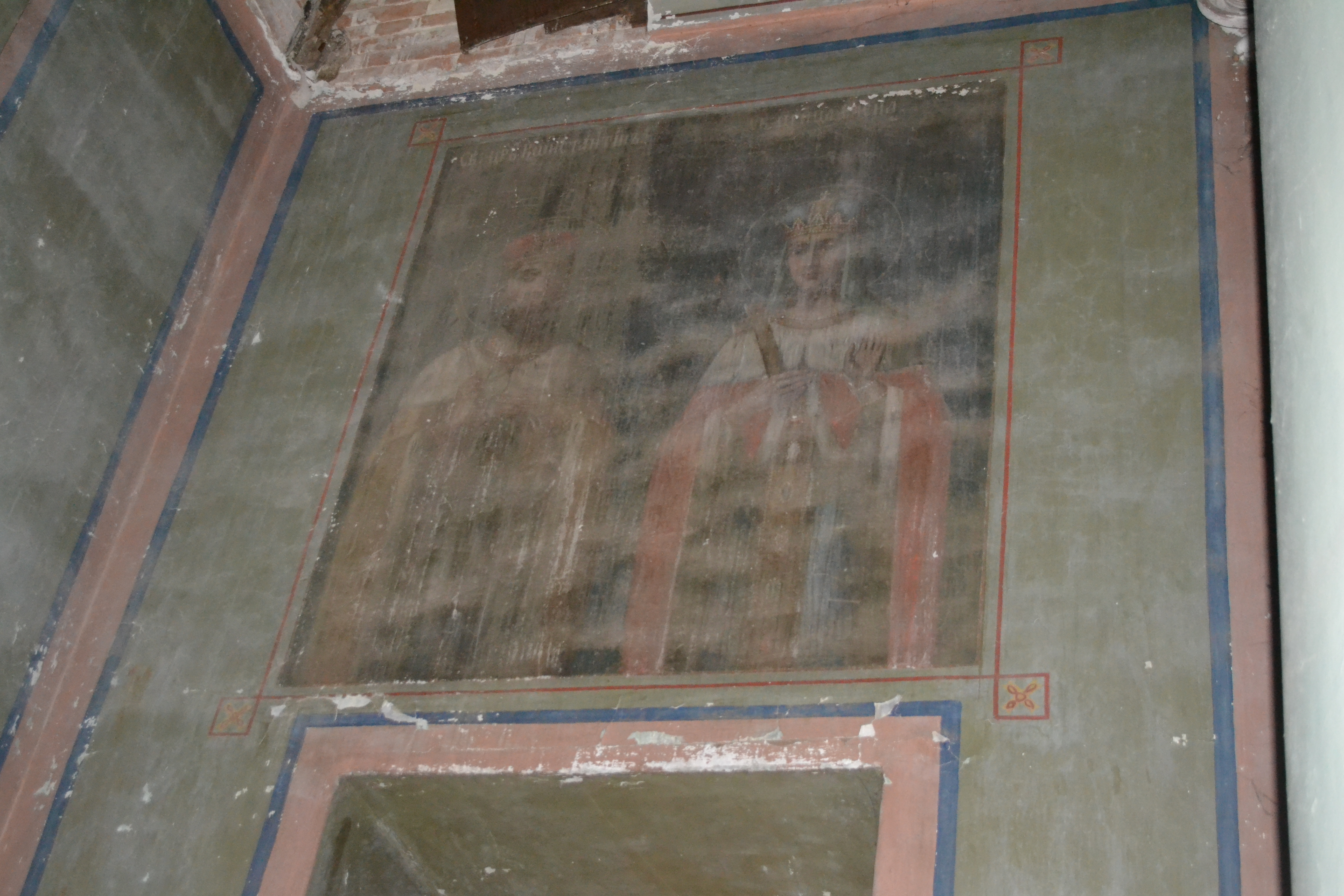
Настенная фреска
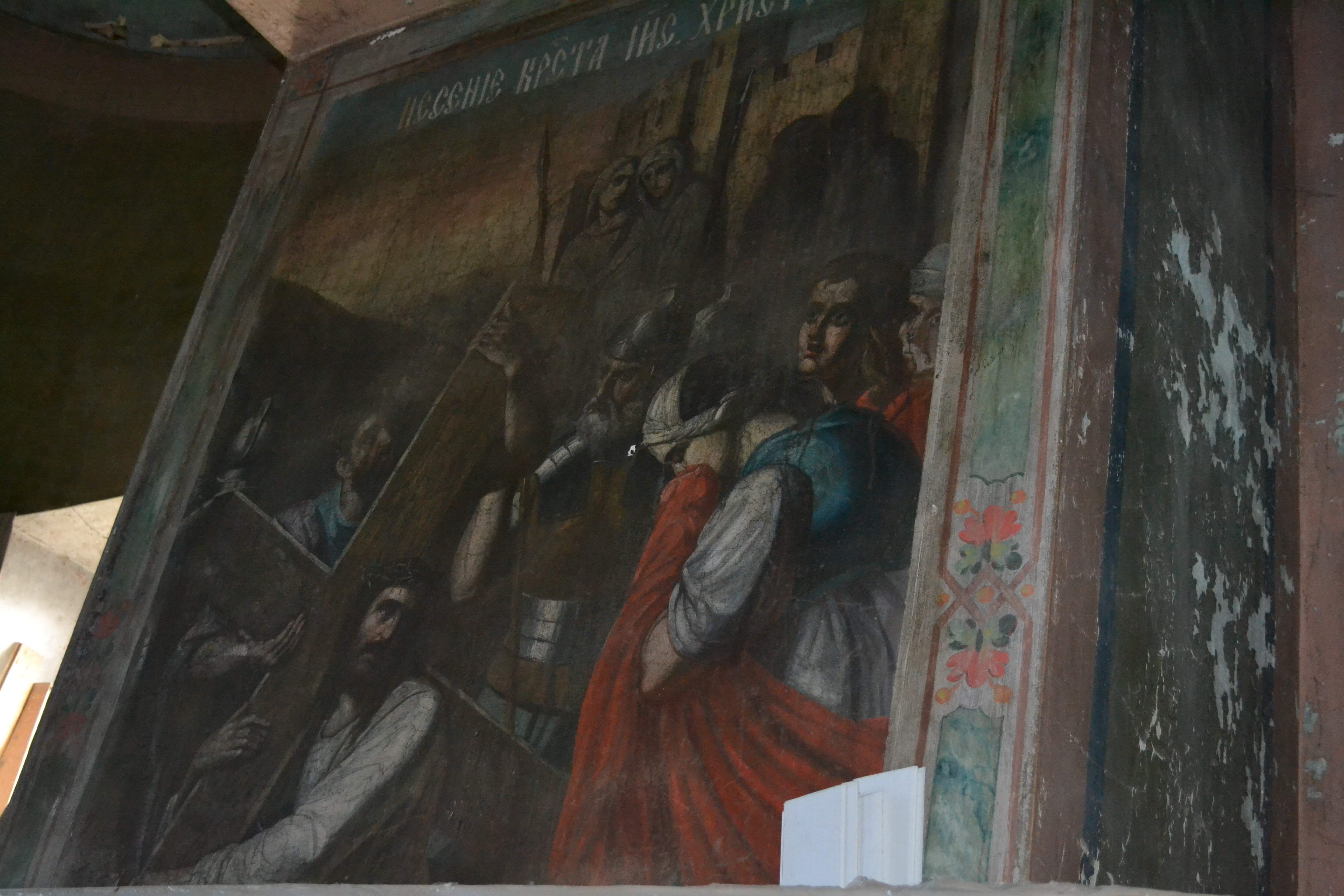
Несение Креста. Фреска